# Super-roiul lui Shapley
Super-roiul lui Shapley sau Concentrația lui Shapley (SCl 124) este un super-roi de galaxii în constelația Centaurul. Face parte din Marele Magnet cu Calea Lactee.

## Istorie
Harlow Shapley a descoperit în 1936 o concentrație de 76.000 de galaxii, însă i-au lipsit o mare parte.
Super-roiul a fost redescoperit, în întregul său, în 1989 de  Somak Raychaudhury de la Universitatea din Cambridge cu UK Schmidt Telescope. El  a pus în evidență Marele Magnet cu Galaxia Riglei și Super-roiul lui Shapley.
Super-roiul lui Shapley se găsește alături de Vidul din Boarul (Boötes void).
Se presupune că prezența ipoteticii materiei întunecate din Super-roiul din Fecioara este cea care creează mulțimea acestor anomalii.

## Membrii super-roiului
Catalogul ABELL notează
Roiul din Centaurul
Super-roiul din Centaurul
| Denumirea              | Ascensie dreaptă | Declinație |
| Abell 1631             | 12 h 52,8 min    | −15° 26′   |
| Abell 1644             | 12 h 57,2 min    | -17° 21′   |
| Abell 3528             | 12 h 54,3 min    | -29° 01′   |
| Abell 3530             | 12 h 55,6 min    | -30° 21′   |
| Abell 3532             | 12 h 57,3 min    | -30° 22′   |
| Abell 3537             | 13 h 01,0 min    | -32° 26′   |
| Abell 3542             | 13 h 08,7 min    | -34° 34′   |
| Abell 1709             | 13 h 18,7 min    | -21° 28′   |
| Abell 3553             | 13 h 19,2 min    | -37° 11′   |
| Abell 3554             | 13 h 19,5 min    | -33° 29′   |
| Abell 3555             | 13 h 20,8 min    | -28° 59′   |
| Abell 3556             | 13 h 24,1 min    | -31° 40′   |
| Abell 1736             | 13 h 26,9 min    | -27° 07′   |
| Abell 3558 (Shapley 8) | 13 h 27,9 min    | -31° 30′   |
| Abell 3559             | 13 h 29,9 min    | -29° 31′   |
| Abell 3560             | 13 h 31,8 min    | -33° 13′   |
| Abell 3562             | 13 h 33,5 min    | -31° 40′   |
| Abell 3564             | 13 h 34,4 min    | -35° 13′   |
| Abell 3566             | 13 h 39,0 min    | -35° 33′   |
| Abell 3570             | 13 h 46,8 min    | -37° 55′   |
| Abell 3571             | 13 h 47,5 min    | -32° 52′   |
| Abell 3572             | 13 h 48,2 min    | -33° 23′   |
| Abell 3575             | 13 h 52,6 min    | -32° 53′   |
| Abell 3577             | 13 h 54,3 min    | -27° 51′   |
| Abell 3578             | 13 h 57,5 min    | -24° 44′   |
| ---------------------- | ---------------- | ---------- |

Totul este împărțit în 5 grupe (S718 ; S729 ; S731 ; SC1327-312 ; SC1329-313)

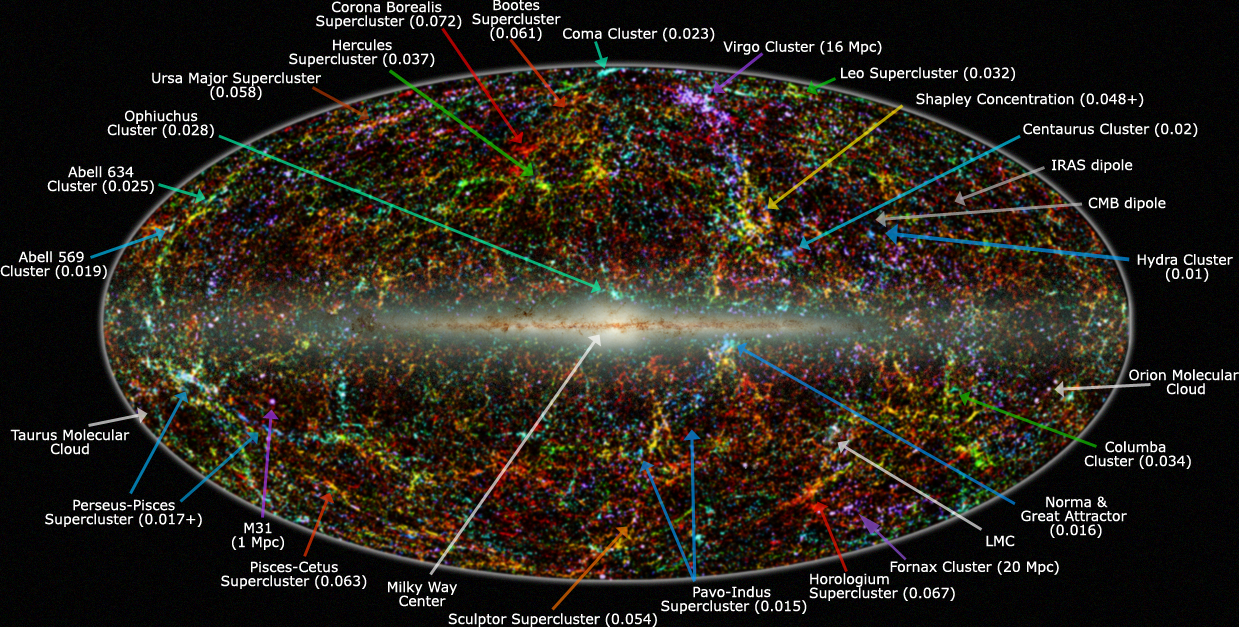
Harta 2MASS de la NASA, poziția Super-roiului lui Shapley (urmărește săgeata galbenă)